# Amaxia duchatae
Amaxia duchatae är en fjärilsart som beskrevs av De Toulgoët 1987. Amaxia duchatae ingår i släktet Amaxia och familjen björnspinnare. Inga underarter finns listade i Catalogue of Life.